# Колоїди

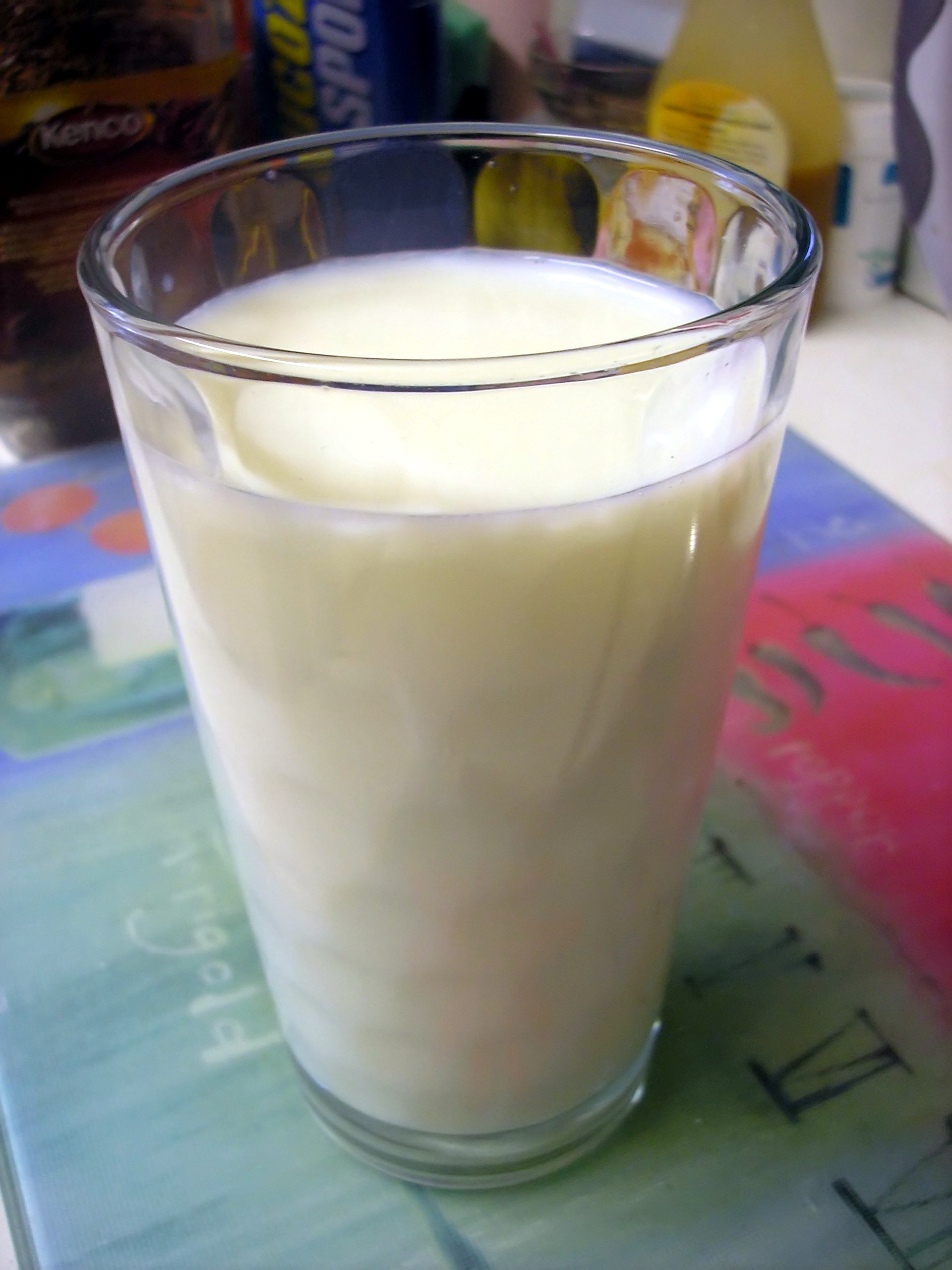
Молоко — мікроемульсія.

Колоїд, Коло́їдна система —  дисперсна система з
великим ступенем подрiбнення i розвиненою поверхнею
подiлу фаз, в якiй дисперсною фазою є колоїднi частинки, або
фiзично однорiдна система, що мiстить макромолекули як
один з компонентiв (молекулярний колоїд). Дисперговані в
рідині колоїдні частинки не осідають і проходять через фільтрувальний папір. Частинки можуть бути твердими, дрібними
крапельками рідини або дрібними бульбашками газу (хоча
газо-газові колоїди неможливі).
У хімії води — частинки настільки малі, що не осідають без
укрупнення. Їх розміри становлять 10—1000 ангстрем. Звичайно несуть негативний заряд, часто забивають мембрани та
колонки.

## Загальний опис
Розмір дисперсних частинок (1-1000 нанометрів, 1 нм = 10−9м) менший, ніж часток суспензії, але більший за молекули в справжньому розчині.
До колоїдів відносять аерозолі (дисперсії рідини і твердої речовини в газі, наприклад дим або туман) і піни (дисперсія газу в рідині), емульсії (обидва компоненти — рідини) і золі (тверді речовини в рідині). Золі, у яких обидві фази через тривимірну мережу молекул мають желеподібну форму, називаються гелі, прикладом можуть бути водні розчини желатину та крохмалю, а також силікатний клей.
Колоїди, Колоїдні системи, (рос. коллоиды, коллоидные системы, англ. colloid systems; нім. Kolloidsysteme n pl) — мікрогетерогенні дисперсні системи (проміжний стан між справжніми розчинами й грубо-дисперсними системами), що складаються з дуже подрібнених частинок (від 1 до 1000 нм), рівномірно розподілених (розосереджених) в однорідному середовищі або фізично однорідні системи, що містять макромолекули як один з компонентів (молекулярний колоїд). На відміну від частинок грубодисперсних систем (суспензій, емульсій, пін тощо), розмір частинок яких звичайно перевищує 10−4 см, колоїдні частинки беруть участь в інтенсивному броунівському рухові і не седиментують в полі сил земного тяжіння. Колоїдні системи з газовим дисперсійним середовищем — високодисперсні аерозолі (дими, тумани), з рідким — золі, латекси, міцелярні розчини, мікроемульсії, з твердого — системи типу рубінового скла. Колоїдні системи утворюються внаслідок конденсації (при виділенні колоїдно-дисперсної фази з перенасиченої пари, розчину або розплаву) або диспергування. Найпоширеніші в природі та техніці колоїдні системи з рідким дисперсійним середовищем.
Фізична теорія стійкості колоїдних систем була розроблена в 1937 Б. В. Дерягіним спільно з Л. Д. Ландау і незалежно від них Е. Фервеем і Я. Овербеком (теорія ДЛФО).

## Різновиди колоїдів
- Ліофільний колоїд (англ. lyophilic colloid) — колоїд, в якому частинки дисперсної фази сольватовані дисперсійним середовищем, напр., золь желатини у воді, каучуку в бензені.
- Ліофобний колоїд (англ. lyophobic colloid) — колоїд, в якому частинки дисперсної фази несольватовані дисперсійним середовищем, напр., золі благородних металів у воді.
- Оборотний колоїд (англ. reversible colloid) — колоїдна система, яка після видалення з неї обережним випаровуванням рідкої фази при повторному додаванні останньої знову утворює первинну колоїдну систему.
- Семіколоїд (англ. semicolloid, [association colloid]) — рідка, термодинамічно оборотна система, яка залежно від умов (концентрації, температури, pH) знаходиться в стані істинного або колоїдного розчину. Такі колоїдні системи утворюються за рахунок асоціацій під дією сил ван дер Ваальса. Синонім — напівколоїд.